# Operación Tariq al Qods
La Operación Tariq al Qods (llamada también Operación Camino de Jerusalén) fue una operación en la Guerra Irán-Irak lanzada por Irán para liberar Bostan, provincia de Juzestán, que estaba en manos de las tropas de Irak, entre el 29 de noviembre y el 7 de diciembre de 1981.

## La batalla
La operación fue lanzada el 29 de noviembre de 1981 y tardó más de una semana. Los iraníes usaron ataques de olas humanas en esta ofensiva por primera vez en la guerra. La lucha feroz contó con los defensores iraquíes por una semana con graves bajas en ambos bandos. Los iraníes lo hicieron para liberar sucesivamente a Bostan; durante la operación Irán e Irak sufrieron fuertes pérdidas. Irán era capaz de eliminar una importante ruta de abastecimiento. Esto fue extremadamente crítico a causa de que Irak dijera no tener bastantes soldados en una larga línea de frente, perdiendo a 2500 e Irán tuvo 6000 muertos en la batalla.